# ブリスコー (ラッパー)
ブリスコー（Brisco、本名: British Alexander Mitchell、1982年6月28日 - ）とは、アメリカ合衆国・フロリダ州オパロッカ出身のラッパーである。キャッシュ・マネー・レコードと契約を結んでいる。

## 来歴
ブリスコーこと、ブリティッシュ・アレクサンダー・ミッシェルはフロリダ州マイアミで育った。9歳の時に母親を亡くし、4年後の13歳の時に兄を交通事故で亡くしている。
2006年、ブリスコーという名で活動を始めたミッチェルは、DJ KhaledやRick Rossの作品に客演で参加する。同年11月にブリスコーはキャッシュ・マネー・レコードと契約する。アルバム『Street Medicine』の制作を開始し、2010年にリリース予定だったが、この作品は結局リリースされることはなかった。

## ディスコグラフィー
スタジオ・アルバム
- Black Roses (2019年)